# بزو-ل-گوری
بزو-ل-گوری (به فرانسوی: Bézu-le-Guéry) یک کمون در فرانسه است که در ان (ا-دو-فرانس) واقع شده‌است. بزو-ل-گوری ۱۱٫۱ کیلومتر مربع مساحت دارد ۱۷۰ متر بالاتر از سطح دریا واقع شده‌است.